# Mittoceanisk rygg

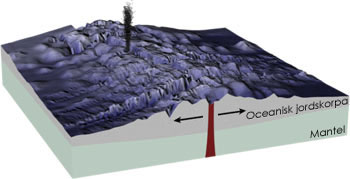
Ny jordskorpa bildas vid de mittoceaniska ryggarna där uppstigande magma gör att de oceaniska plattorna pressas ifrån varandra med en hastighet på omkring 1–5 centimeter per år. Undervattensvulkaner är vanliga vid ryggarna.
Illustration: Robert Simmon, NASA GSFC. (PD)

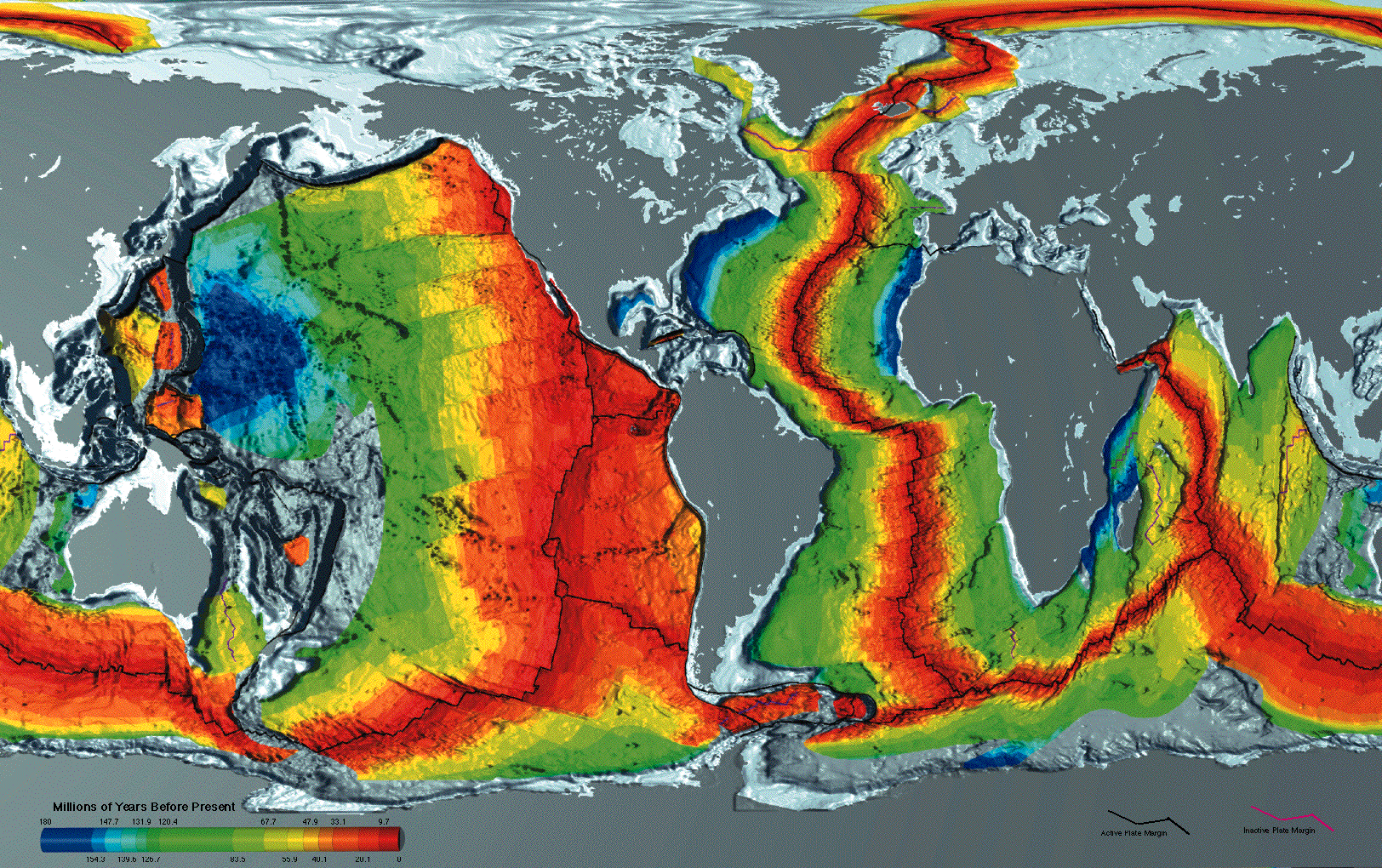
Havsbotten är yngst (rött) vid de mittoceaniska ryggarna och äldst (blått) vid djuphavsgravarna.
Karta: NOAA, 1996. (PD)

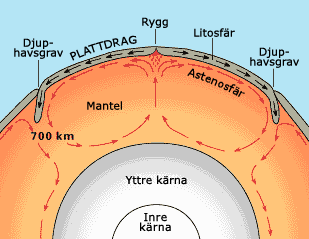
Den oceaniska delen av litosfären bildas vid de mittoceaniska ryggarna för att pressas tillbaka ned i astenosfären vid djuphavsgravarna.
Illustration: NASA. (PD)

Mittoceanisk rygg, mittoceanrygg är en bergskedja i havet som löper längs med spridningszonen mellan två tektoniska plattor. Jordens mittoceaniska ryggar är förbundna med varandra och med sin totala längd på omkring 60 000 kilometer utgör de därför världens längsta bergskedja.
Mittoceaniska ryggar är geologiskt aktiva zoner där havsbotten ständigt nybildas genom att ny magma stiger upp från manteln för att kristalliseras till basalt och gabbro. De bergarter som de oceaniska plattorna består av är därför yngst, vanligen mindre än 200 miljoner år gamla, vid de mittoceaniska ryggarna och äldst vid subduktionszonerna, det vill säga vid djuphavsgravarna, där de pressas ned i manteln. De mittoceaniska ryggarna kallas av samma anledning för "konstruktiva gränser" och subduktionszonerna för "destruktiva gränser".

## Bildning
Spridningen vid mittoceanryggarna orsakas i varierande grad av två kompletterande, geologiska processer. Vid ryggarna pressar tyngden från den nybildade jordskorpan bort den oceaniska plattan. Samtidigt dras plattan vid subduktionszonen ned i astenosfären då den kolliderar med en annan tektonisk platta.
Man har också föreslagit att konvektionsströmmar i astenosfären ska driva på oceanplattorna. Studier antyder dock att astenosfären är alldeles för plastisk för att tillräckligt stor friktion ska kunna uppstå i mötet med litosfären. Seismologiska studier tyder dessutom på att det magmaflöde som når jordens yta vid de mittoceaniska ryggarna uppstår vid blott 400 kilometers djup vilket kan betyda att det är dragkraften vid subduktionszonerna som är den starkast bidragande kraften till de tektoniska rörelserna i havet.
Spridningshastigheten vid ryggarna mäts vanligen i millimeter per år och kategoriseras i "snabb" (>100 mm/år), "medium" (60–20 mm/år) och "långsam" (<20 mm/år). I norra Atlanten sker spridningen med en hastighet på 10 mm/år medan den i Stilla havet kan uppgå till 40–60 mm/år.
Jordens magnetfält är inte konstant utan byter riktning med oregelbundna intervall (i genomsnitt ungefär varje 250 000 år). Då basalt som extruderas vid en rygg svalnar under Curie-temperaturen bevaras en ferromagnetisk "avbildning" av magnetfältets riktning vid tillfället. Mittoceaniska ryggar kan därför användas för att avläsa hur jordens magnetfält varierat med tiden, liksom det mönster som variationen i magnetism bildar kan användas för att avgöra havsbottens ålder.

## Upptäckt
De mittoceaniska ryggarna upptäcktes först på 1950-talet då havsbotten mer systematiskt började kartläggas. Först upptäcktes Atlantiska centralryggen då det amerikanska forskningsfartyget "Vema" korsade Atlanten och upptäckte den gigantiska bergskedjan i havets mitt. Inledningsvis trodde man att ryggen var ett fenomen unikt för Atlanten. Senare undersökningar av havsbotten har dock visat att mittoceaniska ryggar finns i alla hav.
Upptäckten av Atlantiska centralryggen tvingade geologer, som tidigare avfärdat Alfred Wegeners teori om kontinentaldrift, att tänka om. Plattektonik blev därmed vedertagen bland forskare.

## Lista över mittoceaniska ryggar
Listan är ofullständig.
- Atlantiska centralryggen
- Carlsbergsryggen
- Centralindiska ryggen
- Gakkelryggen
- Hawaiiryggen
- Kejsarryggen
- Kerguelenryggen
- Lomonosovryggen
- Nazcaryggen
- Scotiaryggen
- Sydvästindiska ryggen
- Sydöstindiska ryggen
- Östpacifiska ryggen